# Nowa Tuchorza
Nowa Tuchorza – wieś w Polsce położona w województwie wielkopolskim, w powiecie wolsztyńskim, w gminie Siedlec.
W okresie Wielkiego Księstwa Poznańskiego (1815-1848) miejscowość wzmiankowana jako Tuchorze nowe należała do wsi większych w ówczesnym powiecie babimojskim rejencji poznańskiej. Tuchorze nowe należało do tuchorskiego okręgu policyjnego tego powiatu i stanowiło część majątku Tuchorze, który należał do Kotwicza. Według spisu urzędowego z 1837 roku Tuchorze nowe liczyło 162 mieszkańców, którzy zamieszkiwali 32 dymy (domostwa).
W latach 1975–1998 miejscowość administracyjnie należała do województwa zielonogórskiego.